# Mère Kinzig
La statue de la Mère Kinzig (en allemand : Mutter Kinzig) est située dans la ville allemande de Kehl. Faite en fonte, elle date de 1861. Elle représente une jolie femme nue,, qui a été qualifiée de « plus belle fille de Kehl ».

## Description
Mère Kinzig est une personnification de la rivière Kinzig, un affluent du Rhin. Femme idéalisée, aux larges épaules, aux cheveux longs et flottants et à la couronne de cônes, elle est représentée descendant d'une souche d'arbre tout en versant de l'eau d'une hydrie. La statue est à peu près grandeur nature.

## Histoire
La statue était à l'origine placée en face d'une représentation du « Père Rhin » figurant sur le portail néogothique du pont ferroviaire sur le Rhin entre Kehl et Strasbourg, inauguré en avril 1861. Du côté français, un couple de statues équivalentes représentait le « Père Rhin » et la « Mère Ill ». La « Mère Kinzig » est l'œuvre du sculpteur néoclassique Franz Xaver Reich (de) (1815–1881) ; son pendant, le Père Rhin, est l'œuvre de Hans Baur.
Avec la destruction du pont le 22 juillet 1870, pendant la guerre franco-prussienne, les statues sont tombées dans le Rhin. Elles sont remplacés par de nouvelles versions sur le nouveau pont, qui a été construit en 1874 et complètement détruit pendant la Seconde Guerre mondiale. Alors que le Père Rhin original n'a jamais été retrouvé, la Mère Kinzig originale a été récupérée en 1897 et restaurée en 1905.
L'association d'une statue masculine représentant le Rhin avec une statue féminine représentant l'un de ses affluents était une sorte de tradition locale au XIXe siècle. Ainsi, une personnifications de Rhenus et Mosella peut-elle encore être vue aujourd'hui dans la Neustadt de Strasbourg (voir galerie ci-dessous).

## Présentation actuelle
Depuis 1905, la statue de la Mère Kinzig orne le mémorial commémorant la guerre franco-prussienne sur la place centrale de Kehl, la Marktplatz (place du Marché). Derrière elle se trouve un espace libre où se trouvait autrefois l'ancien hôtel de ville de Kehl (l'hôtel de ville actuel, un bâtiment de 1817, est utilisé comme tel depuis 1910).

## Galerie

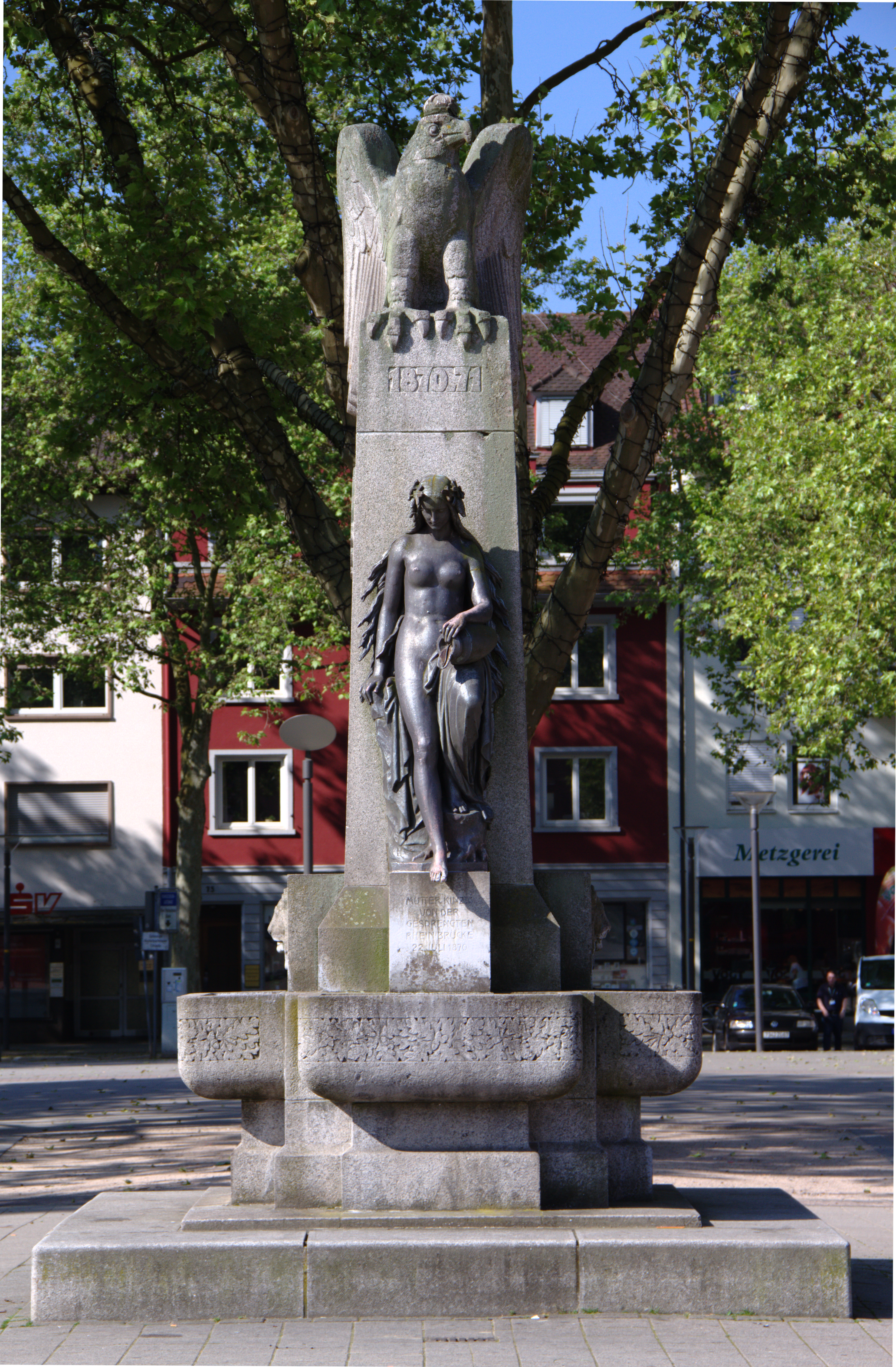
Mère Kinzig in situ.
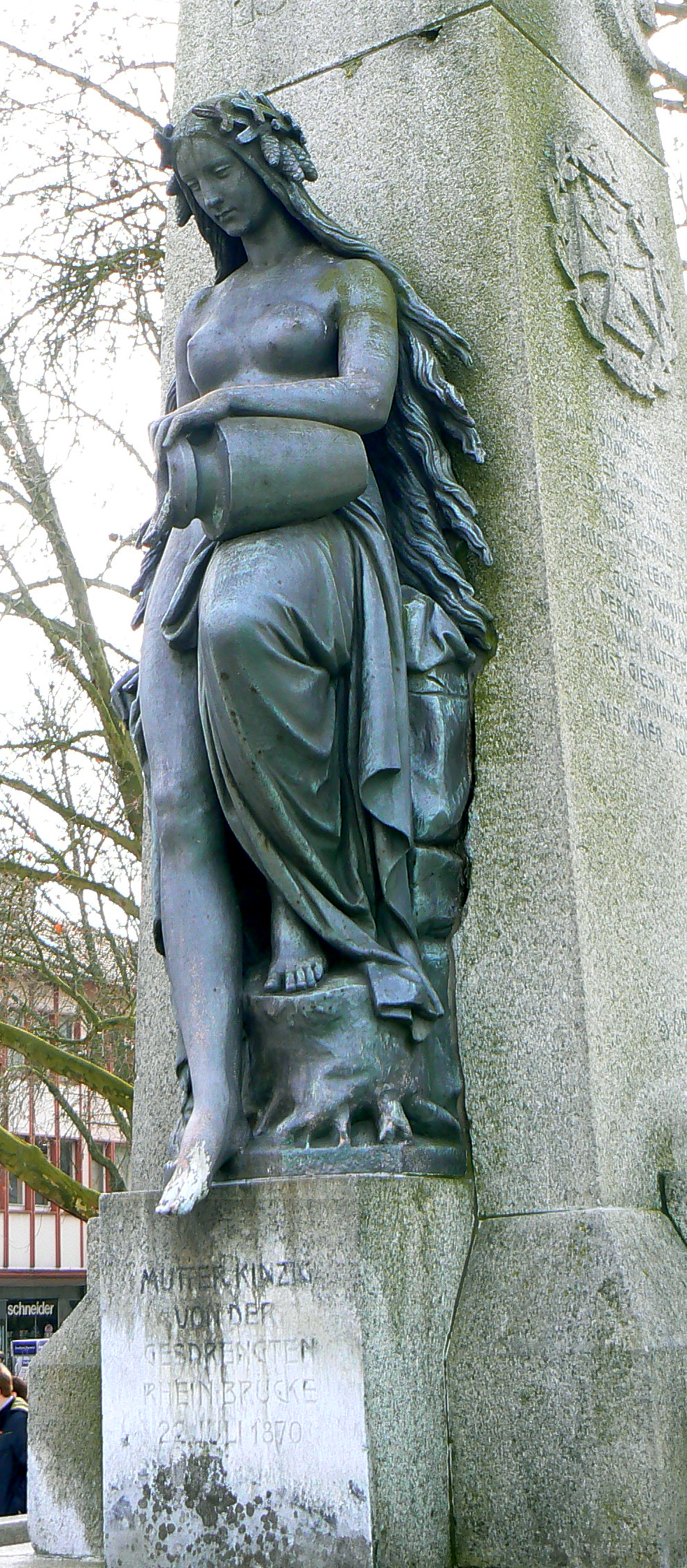
L'hydrie et la souche d'arbre.
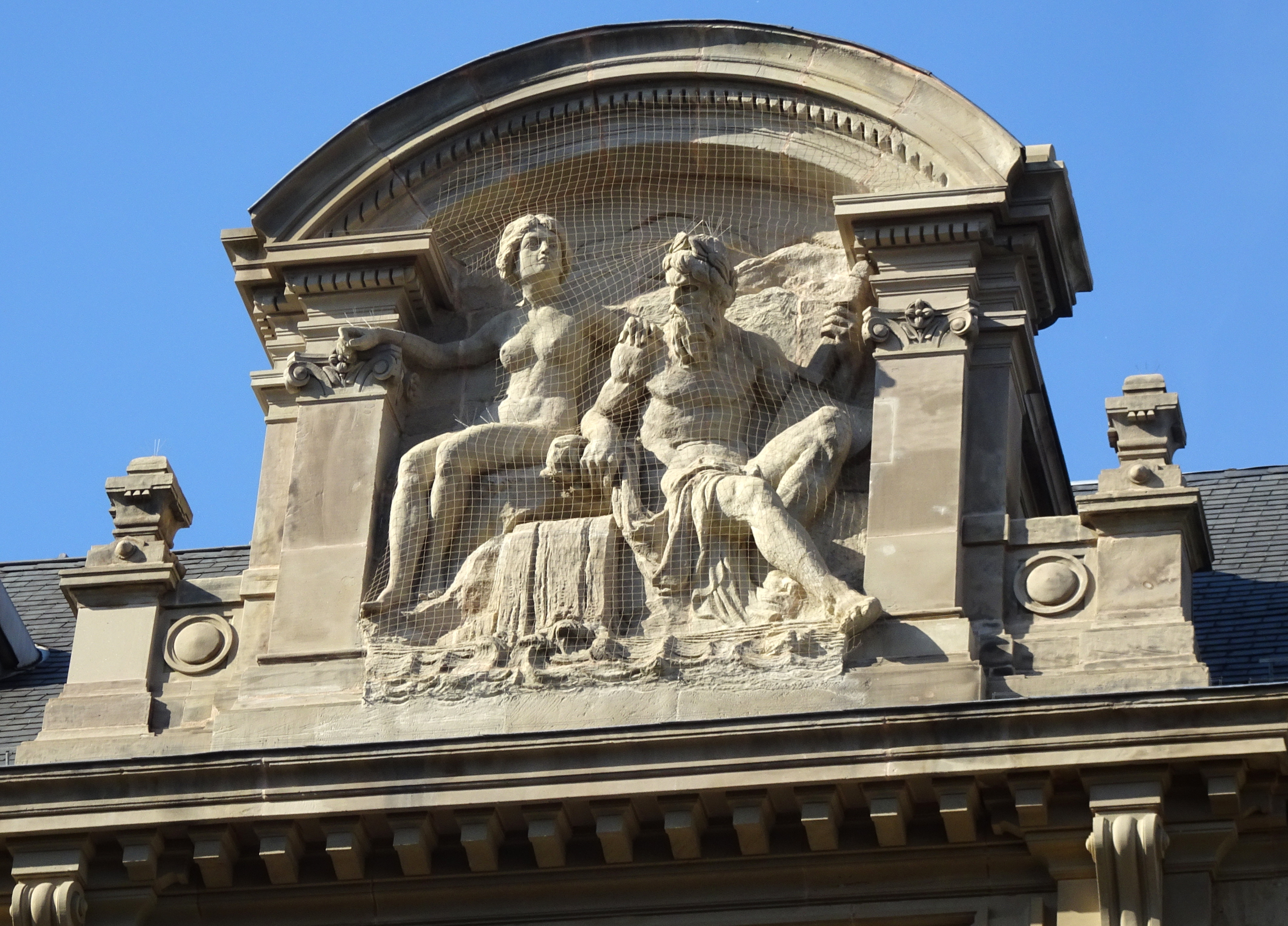
À titre de comparaison : Père Rhin et Mère Moselle, d'Alfred Marzolff (1898).